# Nesarabad Upazila
Nesarabad Upazila är ett underdistrikt i Bangladesh. Det ligger i den södra delen av landet, 110 km söder om huvudstaden Dhaka.
Trakten runt Nesarabad Upazila består till största delen av jordbruksmark. Runt Nesarabad Upazila är det mycket tätbefolkat, med 1 266 invånare per kvadratkilometer.